# Skarb geodety
Skarb geodety – powieść milicyjna Jerzego Parfiniewicza z 1977 roku. 

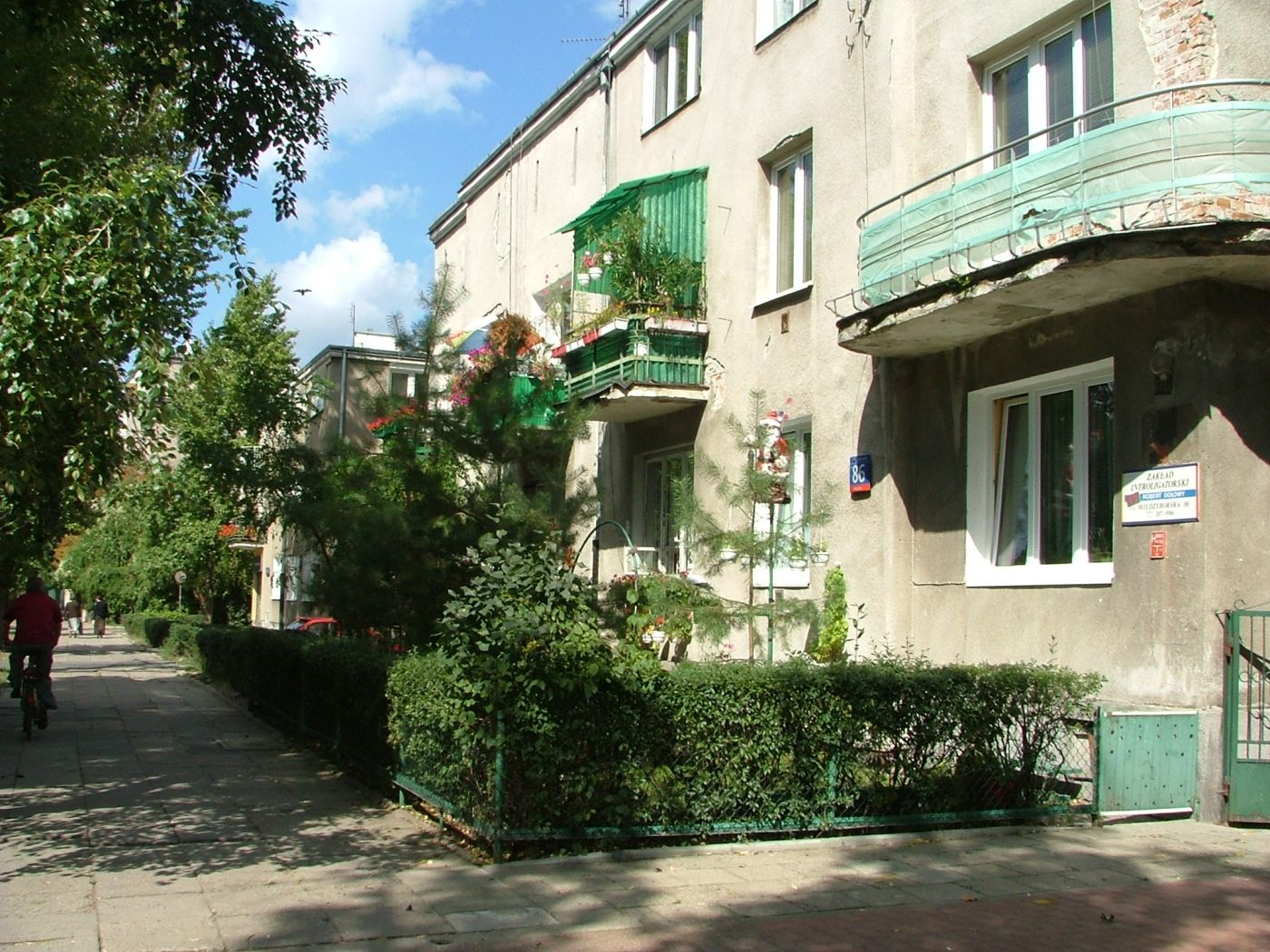
Ulica Międzyborska w Warszawie – w jednej z podobnych willi dokonano morderstwa

Jej akcja rozgrywa się w Warszawie i okolicach Lubska w latach 70. XX wieku. Kapitan milicji Antoni Osial z Komendy Głównej MO rozwiązuje zagadkę morderstwa 37-letniego inżyniera-geodety  Andrzeja Stańskiego. Zabójstwa dokonano w Warszawie  przy ul. Międzyborskiej 87/2, w miejscu zamieszkania denata. Inżynier był członkiem zespołu projektowego, w którego skład wchodzili też: starszy pomiarowy Stefan Panas, młodszy pomiarowy Karol Sokół, inżynier Kobus i Kazimierz Wiesiołek (mający w swym życiorysie epizod więzienny). 
Pojawia się domniemanie, iż przyczyną zbrodni mógł być skarb znaleziony w kwietniu 1939 roku przez ojca Stańskiego w fikcyjnej wsi Zakręt w powiecie nowodworskim. Tropy śledztwa prowadzą do więziennej przeszłości Wiesiołka, a dokładniej do jego ówczesnego znajomego z celi – Adolfa Seidlera, syna niemieckiego chłopa z Zakrętu, świadka znalezienia skarbu, wroga Polaków. Dla śledczych istotną rolę odgrywają zeznania Anny Sobol – konkubiny Stańskiego. Efektowny pościg finalny z użyciem helikoptera i oddziału ZOMO odbywa się w okolicach Lubska, Bród, Zasieków i fikcyjnego PGR Rybaki, gdzie schronił się jeden z podejrzanych.